# Cambridge University Press
Cambridge University Press er et engelsk universitetsforlag. Det er både verdens ældste forlag og verdens ældste trykkeri som fortsat er aktivt. Det har udgivet bøger siden 1534. Cambridge University Press er tilknyttet University of Cambridge i England, som i 1534 fik kongelig tilladelse til at udgive bøger. 
Forlaget udgiver mellem 1.500 – 2.000 bøger om året, samt omkring 200 akademiske tidsskrifter. 